# ترجمه

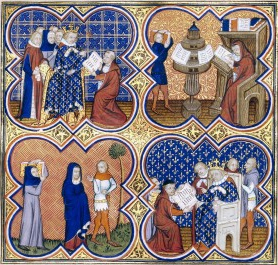
شاه شارل پنجم ترجمه ارسطو را سفارش می‌دهد. مربع اول (بالا، سمت چپ) دستور ترجمه را نشان می‌دهد. مربع دوم، ترجمه در حال انجام است. مربع‌های سوم و چهارم نشان می‌دهد که ترجمه تمام شده به پادشاه آورده شده و سپس به او ارائه می‌شود.

ترجمه یا برگردان (به انگلیسی: translation) کار درک و تفسیر موضوعات، معانی، و مفاهیم پدید آمده در یک زبان (زبان مبدأ)، و سپس انتقال، معادل‌یابی و بازسازی آن‌ها در زبانی دیگر «زبان مقصد» را بر عهده می‌گیرد.

## ریشه‌شناسی
واژهٔ «ترجمه» در پهلوی به‌صورت «ترگمان» به‌معنی مترجم به‌کار رفته‌است و در نوشته‌های آشوری به‌صورت «ترگومانو» دیده شده‌است. همچنین، در پارسی سره (فارسی خالص)، گاه از واژه‌های «پچواک» و «برگردان» به‌جای «ترجمه» استفاده می‌کنند.
فریدون جنیدی در کتاب فرهنگ هزوارشهای دبیره پهلوی می‌نویسد:
ترجمه واژه‌ایست فارسی که در پهلوی «ترجومک» خوانده می‌شده‌است، و چون در زبان تازی از آن، نام «مترجم» را برآورده‌اند، گمان به تازی بودنِ آن می‌رود، باز آنکه مترجم به زبان فارسی «ترجمان» است و در زبان‌های آریایی واژه‌های translation (انگلیسی)، traduction (فرانسه) و traduzione (ایتالیایی) از همین ریشه اند، و چنان‌که دیده می‌شود trad زبان‌های فرانسه و ایتالیایی با (ترج) ترجمه یکی است که در زبان انگلیسی با گرفتنِ میانوند «ن» و دگرگون شدن «د» به «س» اندکی دگرگون شده‌است، نیز واژهٔ dragomanos یونانی بهترین برابر ترجمان پهلوی و فارسی است.
ج. سی. کتفورد ترجمه را چنین تعریف کرده‌است:
جایگزینیِ مواد متنیِ یک زبان با مواد متنیِ برابر در زبانی دیگر.
ترجمه به بیان رومن یاکوبسن:
 ترجمه یا واقعیت تازهٔ ادبی صرفاً رابطهٔ بینامتنی با شعر یا اثر قبلی دارد.

## اهمیت ترجمه
ترجمه گاه شالودهٔ فرهنگ را ریخته است و آغازگر و بنیادی شده است برای پاره‌ای از خیزش‌های ادبی و فرهنگی. به‌یاری ترجمه است که مردمان سرزمینی می‌توانند با فرهنگ‌های جهان آشنا شوند و چشم بر افق‌های دور دانش و اندیشه بدوزند. در تاریخ فرهنگ و اندیشهٔ انسان، ترجمه گاه سبب و محرک تغییراتی بنیادین شده است. مواردی از این‌گونه ترجمه‌های فرهنگ‌ساز به قرار زیرند: ترجمهٔ تورات از عبری به یونانی به‌فرمان بطلمیوس دوم؛ ترجمهٔ انجیل به آلمانی بردست مارتین لوتر که نخستین اثر بزرگ را در ادب آلمان پدید آورد و زبان ادبی این کشور را آغاز نهاد و شالوده ریخت؛ ترجمهٔ آثار اندیشمندان و فیلسوفان یونانی (از جمله ارسطو) به عربی که سبب پیدایی مکاتب و گرایش‌هایی فلسفی در جهان اسلام شد و بر ابن سینا و فارابی مؤثر افتاد و مکاتبی چون حکمت مشاء را پدید آورد؛ و ترجمهٔ کتب دانشمندان مسلمان و بعضاً ایرانی به لاتین که زمینه‌ها و پایه‌های رنسانس و رستاخیز فرهنگی در غرب را ایجاد کردند و اروپا را چنان برانگیختند که از تاریکی قرون وسطی رهایی یافت.

## انواع
انواع ترجمه، با توجه به روشی که مترجم انتخاب می‌کند، عبارتند از:
1. ترجمه تحت‌اللفظی: ترجمه متن کلمه به کلمه و بدون توجه به ترکیب کلمات و قرار دادن آن‌ها در جایگاه مناسبشان با توجه به زبان مقصد.
2. ترجمه معنوی: گاهی ترجمه علاوه بر اینکه مطابق با متن می‌باشد، با توجه به زبان مقصد و نحوه ترکیب کلمات در آن زبان انجام می‌شود.
3. ترجمه آزاد (مفهومی): این نوع ترجمه به گونه‌ای است که مترجم، خود را در بند و اسیر عبارات نمی‌سازد و به دلخواه خود و متناسب با وضعیت دست به تغییراتی می‌زند.
4. ترجمه داستانی یا روایتی: گاهی ممکن است مترجم، مفهوم و ریشه متن را گرفته و آن را به شکل داستان بیان کند.[۵]
5. ترجمه تخصصی: در ترجمه متون علمی و پژوهشی نیاز است مترجم به موضوع مورد نظر تسلط داشته باشد تا بتواند ترجمه دقیقی را ارائه دهد.

از سویی، جلال‌الدین کزازی ترجمه را دو نوع می‌داند: ۱- تحت‌اللفظی (واژه‌به‌واژه)؛ ۲- آزاد. او می‌گوید هیچ‌یک از دوسوی این طیف ترجمه‌ای سنجیده و دلخواه نیست، چه یکی سخت در تنگنای زبان مبدأ است و اهمیتی بیش‌ازحد به ریخت و پیکرهٔ متن داده، و دیگری کاملاً رها و گسسته از هنجارها و ویژگی‌های زبانی و سبکی متن است و اهمیتی بیش‌ازحد به محتوا داده است. ترجمهٔ نخست ارزش‌های درونی و نهادین و معناییِ اثر را قربانی ریخت و پیکرهٔ متن مبدأ می‌کند و پیام را به خوبی به خواننده نمی‌رساند، و از آنسو، ترجمهٔ آزاد ریخت و پیکرهٔ اثر مبدأ را از میان خواهد برد و ارزش‌ها و هنجارهای سبکی‌اش را تباه خواهد کرد، و مترجم بیش از آنکه متن را به زبان مقصد برگردانده باشد، آن را به شیوهٔ خودش بازگفته و دیگرباره نوشته است. خلاصه اینکه در ترجمهٔ تحت‌اللفظی نویسنده یکسره مترجم را به کناری رانده و بیکاره و بی‌تأثیر گردانیده است؛ در ترجمهٔ آزاد مترجم نویسنده را به‌هیچ گرفته و او را از میدان به‌در کرده است. بنابراین، کزازی ترجمهٔ شایسته را ترجمه‌ای می‌داند که در میانهٔ این طیف جای‌گرفته باشد، یعنی ترجمه‌ای که هم ریخت‌گرایانه باشد هم معناگرایانه.
کزازی همچنین عیب ترجمهٔ تحت‌اللفظی را در این می‌داند که هنجارها و ساخت‌های دستوریِ زبانِ مبدأ را با آنِ زبان مقصد درمی‌آمیزد و آن‌ها را رفته‌رفته در این زبان گسترش می‌دهد، و در نتیجه مایهٔ کژی و کاستی زبان مقصد می‌شود. لغزش‌ها و نابهنجاری‌هایی که در این سالیان از زبان‌های اروپایی به فارسی راه یافته معلول ترجمه‌های خام و بی‌مایهٔ واژه‌به‌واژه است. برخی از اصطلاحاتی که معلول ترجمهٔ تحت‌اللفظی‌اند عبارتند از: نقطه ضعف؛ نقطه نظر؛ در ارتباط با؛ حمام گرفتن؛ می‌بینمت (به‌جای به‌درود یا خدانگهدار)؛ روی تو حساب می‌کنم؛ سعی خود را می‌کنم؛ بی‌تفاوت (به‌جای بی‌اعتنا)؛ کسی را در جریان گذاشتنِ؛ شعر سپید (به‌جای شعر بی‌وزن).
مترجمان کم‌تجربه در فنّ ظریف ترجمه، ممکن است بر این باور باشند که در زبان و ترجمه، درست همانند علمی دقیق، می‌توان هر واژه و مفهومی را هم به‌طور دقیق تعریف و درک کرد، و هم آن‌ها را به شیوه‌ای شفاف با پیوندهای متقابل و کاملاً ثابت، از دو حوزهٔ زبانی متفاوت به هم اتصال داد. هر چند چنین برخوردی ممکن‌است در مورد زبان‌های برنامه‌نویسی رایانه‌ای و زبان‌های ماشینی دیگر (همچون هوش مصنوعی) تا اندازه‌ای میسّر باشد، در خصوص زبان‌های طبیعی انسانی دور از واقعیّت و امکان است.
بیشتر این پیچیدگی‌ها به طبیعت و نقش بی‌همانند زبان در تمامی تجربه‌ها و فرایندهای حیات انسانی چه در سطوح فردی و شخصیتی، و چه در ترازهای اجتماعی و فرهنگی بازمی‌گردد.
عوامل بسیاری در تبلور معنایی یک متن دخالت دارند و در درک مطلب یک متن، یعنی شناسایی دقیق این عوامل از جانب مخاطب. گاه ممکن است معنای متکلم و معنای مخاطب با هم تفاوت داشته باشد؛ یعنی آنچه مورد نظر متکلم است با آنچه مخاطب برداشت می‌کند، فرق داشته باشد یا مخاطبان معانی متفاوتی را از یک متن برداشت کنند. این امر بیان‌کننده این مطلب است که عوامل بسیاری در داد و ستدهای زبانی حاکم‌اند که متون و ابزارهای نظام زبان (صداها، دستورها و واژگان) تنها یکی از آن‌ها هستند.

## هنر ترجمه
از دیدی دیگر، ترجمه را می‌توان دو نوع دانست:
1. ترجمهٔ هنری و ادبی

1. ترجمهٔ جز آن

جلال‌الدین کزازی پیچیدگی‌ها و دشواری‌های بنیادین ترجمه را در نوع نخست می‌داند و می‌گوید در نوع دوم ترجمه، آشنایی مترجم با زبان‌های مبدأ و مقصد و با زمینه‌ای که کتاب در آن نوشته شده و با واژگان ویژه و اصطلاحات آن کافی است، و مترجم اگر از این سه ویژگی برخوردار باشد، می‌تواند برگردانی پیراسته و پاکیزه از کتاب به‌دست دهد. اما در ترجمه‌های ادبی و هنری کار چنین آسان نیست. در ترجمهٔ ادبی و هنری، مترجم افزون‌بر چیرگی بر هر دو زبان و آشنایی با نویسندهٔ اثر و شیوهٔ نگارش او باید توان و ویژگی دیگری نیز داشته باشد که او را از آن هیچ گزیر و گریزی نیست و آن همانا «توان و ویژگی هنر نویسندگی» است. یعنی مترجمِ متن‌های ادبی و هنری پیش از آنکه قلم در دست گیرد و به ترجمه بیاغازد، به‌ناچار باید در زبان مادری خودش نویسنده باشد. کزازی همچنین مترجم متون ادبی و هنری را یک هنرمند می‌داند و می‌گوید: «تنها هنرمندانند که می‌توانند به کاری هنری روی‌آورند و بپردازند که ترجمهٔ ادبی است. [...] ترجمهٔ ادبی کاری هنری است، و هرآنچه هنر را راست می‌آید و درست می‌افتد، هرآنچه ما دربارهٔ هنر [...] می‌اندیشیم و می‌پذیریم، در این رشته و گونه از هنر نیز، که ترجمهٔ متن ادبی است، پذیرفتنی و روا خواهد بود.»

## پیچیدگی ترجمه
برخی مترجمان برای افزایش جامعیت کار خود، ناگزیرند نامه‌ها، مناظره‌ها و متون مشابه را که به زبان‌های دیگر یا در حوزه‌های تخصصی نوشته شده‌اند، به مترجمان دیگر واگذار کنند. به عنوان نمونه، در کتاب تاریخ عالم‌آرای عباسی، مترجم با یک متخصص در زبان ترکی عثمانی و یک کارشناس علوم اسلامی همکاری داشت تا این اثر را به زبان انگلیسی ترجمه کند. همچنین برخی مترجمان برای ترجمه دقیق و شناسایی نام‌های جغرافیایی، نیاز به سفر به کشورهای مختلف دارند. آنان گاه برای خواندن و ترجمه متون تاریخی دشوار و ناخوانا، از متخصصان کمک می‌گیرند.

## پیشینه در ایران
پیشینهٔ ترجمه در ایران به روزگار هخامنشیان می‌رسد (۵۵۹–۳۲۱ ق. م). گستردگی این شاهنشاهی و ارتباطات گستردهٔ آن با سرزمین‌های دیگر ترجمه را امری بایسته ساخته بود. کتیبه‌های هخامنشیان معمولاً به سه زبان فارسی باستان، اکدی، و ایلامی نوشته می‌شده‌است.
در مراکز علمی عصر ساسانیان، مانند سلوکیه، تیسفون، و گندی‌شاپور آثار فراوانی از زبان‌های گوناگون متداول در آن روزگار همچون سانسکریت، یونانی، لاتینی، و سریانی به پهلوی ترجمه می‌شد. نخستین ترجمهٔ دوران ساسانیان را مربوط به عصر خسرو اول انوشیروان می‌دانند. از نامدارترین آثاری که در این دوره ترجمه شد، باید به ترجمهٔ پنچه تنتره یا کلیله و دمنه از سانسکریت به فارسی پهلوی اشاره کرد.
همچنین، در آغاز تمدن اسلامی ترجمه‌های متعددی از کتب فلسفی و علمی یونانی به پهلوی موجود بود.
کار ترجمه در ایران با کتابهای درسی دارالفنون رونق گرفت و بر اثر احیاء صنعت چاپ و اعزام محصلین به خارج گسترش یافت. از آنجا که هدف تأسیس این مؤسسه تربیتی در زمان عباس میرزا و به پیشنهاد روشنفکران و آزادی‌خواهان، اخذ تمدن و علوم و معارف مغرب زمین عنوان شده بود، لذا به استخدام معلمین خارجی نیز اقدام گردید. همچنین کتب درسی خارجی در زمینهٔ علوم، ادبیات، تاریخ، پزشکی و غیره با کمک همین معلمین به فارسی برگردانده شد. پس از چندی به توصیهٔ عباس میرزا به ترجمه آثار ادبی نیز پرداختند.
از آنجا که محصلین بیشتر به فرانسه اعزام می‌شدند زبان فرانسوی در کشور رایج و با گستردگی آن نه تنها آثار نویسندگان فرانسوی بلکه آثار ادبی دیگر زبان‌های اروپایی مثل آلمانی، روسی، لهستانی، مجاری، اسپانیایی، پرتغالی نیز به فارسی برگردانده شد. نخستین نمایش‌نامه‌ای که از فرانسه به فارسی ترجمه شد، نمایشنامه «مردم‌گریز»، اثر مولیر است.
دو کتاب تاریخی «پتر کبیر» و «شارل دوازدهم» اولین سفارش ترجمه‌ای بود که عباس میرزا به میرزا رضا مهندس داد. «انحطاط و سقوط امپراطوری روم» سفارش دیگر او به همین مترجم بود.
نهضت ترجمه و نشر کتاب پس از مرگ عباس میرزا و فتحعلی شاه، در دوران محمد شاه قاجار دچار فترت شد، ولی در عهد ناصرالدین شاه و مظفرالدین شاه به اوج خود رسید. محمد طاهر میرزا و محمدحسن خان اعتماد السلطنه پرکارترین مترجمان این دوره بودند. از مشهورترین ترجمه‌های محمد طاهر میرزا «سه تفنگدار»، «کنت مونت کریستو»، «لوئی چهاردهم و عصر و قرنش» را می‌توان نام برد. «طبیب اجباری»، «سرگذشت خانم انگلیسی»، «داستان روبنسون سوئیسی» و «شرح احوال کریستف کلمب» نیز از بهترین آثار ترجمه اعتمادالسلطنه به‌شمار می‌رود. البته اکثر این ترجمه‌ها، بیش از آنکه یک ترجمه باشند، اقتباس، یا به قول درایدن، تقلید هستند.
پس از جنگ جهانی دوم، زبان انگلیسی جای زبان فرانسه را به عنوان زبان دوم گرفت و گسترش روزافزون یافت. امّا با وجود اینکه انگلیسی امروزه زبان دوم اکثریت محصلین ایرانی به‌شمار می‌رود، در قلمرو ادبیات هنوز هم بهترین مترجمان ما اغلب کسانی هستند که از زبان فرانسه ترجمه کرده‌اند.

## مدل‌های زبان‌ها

### جمع یا مفرد
از جمله عوامل تأثیرگذار در گیرایی و روانی ترجمه رعایت هر چه ظریفتر اصول مربوط به انتخاب صیغه‌های مفرد و جمع به هنگام ترجمهٔ عناوین و مفاهیم است. زبان‌های گوناگون تمایلات و رفتارهای خاص خود را از این منظر دارا هستند که در ترجمه مهم و جالب توجه‌است. برای شروع می‌شود ترجمه‌های علمی کمی قدیمی‌تر صورت گرفته در زبان فارسی را با معادل‌های آن‌ها در فرانسوی و انگلیسی مقایسه کرد:
نظریهٔ اعداد
Théorie des nombres
Number theory
نظریهٔ احتمالات
Théorie des probabilités
Probability theory
مکانیک سیالات
Mécanique des fluides
Fluid mechanics
مکانیک محیط‌های پیوسته
Mécanique des milieux continus
Continuum mechanics
در فارسی جمع استفاده شده، در فرانسوی هم جمع، ولی در انگلیسی مفرد (بجز در مورد مکانیک)

### زبان و معانی فرهنگی
از آنجا که زبان‌های انسانی، همواره وجوه مختلفی از رخدادها و تجربیات دیروز و امروز متکلمان خود را بیان داشته‌اند، فرم‌ها و اشکال گرامری گوناگونی را هم برای بیان نقطه نظرهای خاص خود برگزیده‌اند.
مثال:
- زبان انگلیسی: .I must go there
- زبان نواهو: It is only good that I go there
- زبان انگلیسی: .I make the horse run
- زبان نواهو: .The horse is running for me

## ترجمه ماشینی
ترجمه ماشینی روالی است که در آن یک برنامه کامپیوتری، بدون مداخله انسان، یک متن را تحلیل و ترجمه می‌کند. گرچه در واقعیت، ترجمه ماشینی به انسان نیاز دارد و انسان به عنوان یک ویرایشگر در ترجمه دخیل است. ترجمه ماشینی توسط ابزارهایی مانند ترجمه‌گر گوگل و بابیلون در فضای اینترنت در دسترس عموم قرار دارد. این ابزارها، ترجمه‌ای خام تولید کرده و در بهترین شرایط، معنی کلی متن را می‌رسانند.